# UBC Winter Sports Centre
UBC Winter Sports Centre eller UBC Thunderbird Arena är en inomhusanläggning vid University Endowment Lands, strax utanför stadsgränserna för Vancouver, British Columbia, Kanada vid campusområdet för University of British Columbia. Den är hemmaplan för UBC Thunderbirds herrlag och damlag i ishockey. Anläggningen har en isrink med en publikkapacitet på 7 500 åskådare. Den utsågs tillsammans med två andra anläggningar som spelplan för både herrarnas och damernas ishockey vid olympiska vinterspelen 2010 samt kälkhockey vid paralympiska vinterspelen 2010.
Bygget påbörjades i april 2006 och anläggningen öppnades den 7 juli 2008 .